# Noginski rajon
Der Noginski rajon (russisch Ногинский район) ist ein Rajon in der Oblast Moskau in Russland.

## Geschichte
Der Noginski rajon wurde im Jahre 1929 gegründet. Der Name Noginsk stammt von der gleichnamigen Stadt, die 1930 nach dem sowjetischen Politiker und ersten Bürgermeister von Moskau nach der Oktoberrevolution Wiktor Nogin benannt wurde.